# 早潮 (駆逐艦)
早潮（はやしお / はやしほ）は、日本海軍の駆逐艦。陽炎型駆逐艦の5番艦である。1942年（昭和17年）11月下旬、ラエ沖で空襲により大破、沈没した。戦後、艦名は海上自衛隊のはやしお型潜水艦「はやしお」、はるしお型潜水艦「はやしお」に継承された。

## 概要
1940年（昭和15年）8月末に浦賀船渠で完成した陽炎型駆逐艦5番艦。太平洋戦争開戦時、第二水雷戦隊麾下の第十五駆逐隊に所属して南方作戦にともなう比島作戦や蘭印作戦に従事。1942年（昭和17年）6月上旬のミッドウェー作戦では第十一航空戦隊（千歳、神川丸）の護衛に従事した。8月以降のガダルカナル島の戦いでは、第二次ソロモン海戦や南太平洋海戦等に並行して、鼠輸送（ガダルカナル島輸送作戦）に多数参加。11月中旬の第三次ソロモン海戦では、第二水雷戦隊（司令官田中頼三少将）旗艦となる。同海戦直後の11月24日、ニューギニア東部ラエ増援作戦従事中、フォン湾で連合軍重爆撃機の夜間空襲を受けて大破、炎上する。僚艦「白露」の砲撃で自沈した。

## 艦歴

### 建造
1939年（昭和14年）3月31日、日本海軍は練習巡洋艦1番艦と2番艦にそれぞれ「香取」「鹿島」、陽炎型駆逐艦5番艦に「早潮」、測天型敷設艇に「巨済」の艦名を与えた。同日付で4隻（香取、鹿島、早潮、巨済）は艦艇（特務艇）類別等級表に類別される。「早潮」は浦賀船渠で建造されることになった。1938年（昭和13年）6月30日、起工。1939年（昭和14年）4月19日、進水。
1940年（昭和15年）5月1日、日本海軍は山隈和喜人中佐を、早潮艤装員長に任命する。同日、浦賀船渠の早潮艤装員事務所は事務を開始する。
8月31日に竣工。山隈中佐も制式に早潮駆逐艦長となった。早潮艤装員事務所を撤去。呉鎮守府籍。

### 第十五駆逐隊
1940年（昭和15年）8月31日、日本海軍は既に竣工していた陽炎型4番艦「親潮」と、完成したばかりの「夏潮」と「早潮」で第十五駆逐隊を編制した。初代駆逐隊司令には植田弘之介大佐が任命されている。編制直後の第十五駆逐隊は、呉鎮守府練習駆逐隊となる。11月15日、第十五駆逐隊は第二艦隊（司令長官古賀峯一中将）・第二水雷戦隊（司令官五藤存知少将）に編入。同時に第十六駆逐隊に所属していた陽炎型3番艦「黒潮」が第十五駆逐隊に編入され、十五駆は定数4隻（黒潮、親潮、早潮、夏潮）を揃えた。
1941年（昭和16年）6月18日、第十五駆逐隊司令は植田大佐から佐藤寅治郎大佐に交代した。
9月1日、山隈中佐（早潮艦長）は第11掃海隊司令 へ転任。
金田清之中佐が、早潮駆逐艦長（二代目）に補職される
太平洋戦争開戦時、陽炎型姉妹艦4隻（黒潮、親潮、早潮、夏潮）は引続き第十五駆逐隊（司令佐藤寅治郎大佐）を編制、第二水雷戦隊（司令官田中頼三少将：旗艦神通）に所属し、比島部隊（指揮官高橋伊望中将/第三艦隊司令長官）の指揮下にあった。また二水戦（神通、第八駆逐隊、第十五駆逐隊、敷設艦白鷹、哨戒艇2隻）で第五急襲隊を編成していた。第五急襲隊は11月26日に内海西部を出発、南方部隊本隊と行動することになった第八駆逐隊を途中で分離し、12月2日パラオに到着した。
1941年（昭和16年）12月8日の開戦以後、第二水雷戦隊は比島部隊に所属してダバオ、レガスピー、ホロ攻略作戦に参加した。フィリピン方面の作戦が一段落すると比島部隊の大部分は12月28日付で「蘭印部隊」となり、東南アジアでの作戦に従事する
1942年（昭和17年）1月、第十五駆逐隊はスラウェシ島メナド攻略作戦に参加し、以降、ケンダリー、アンボン、マカッサル、ティモール島クーパンなど各方面攻略作戦、ジャワ南方機動作戦に参加した。マカッサル攻略戦従事中の2月9日、アメリカ潜水艦「S-37」の雷撃により僚艦「夏潮」が沈没。陽炎型駆逐艦で最初の沈没艦となった。佐藤司令は司令駆逐艦を「親潮」に変更した。第十五駆逐隊は陽炎型3隻（黒潮、親潮、早潮）編制になった。
3月初頭、高雄型重巡洋艦3隻（愛宕〔第二艦隊旗艦、近藤信竹中将座乗〕、高雄、摩耶）、第四駆逐隊（嵐、野分）はセレベス島スターリング湾を出撃してジャワ島南方に進出、通商破壊作戦を実施する。重巡部隊を支援していた「早潮」は、3月2日にオランダ船籍の輸送船（1,100トン）を拿捕した。3月3日、重巡部隊は「早潮」と油槽船「東栄丸」と合同、補給を行う。3月7日、各艦はスターリング湾に帰投した。
3月15日、第十五駆逐隊（黒潮、親潮、早潮）は空母加賀（第一航空戦隊）を護衛してスターリング湾を出港した。途中、黒潮は二水戦旗艦神通護衛のため分離した。3月22日、「加賀」は佐世保に到着、佐世保海軍工廠で修理をおこなう。同日、第十五駆逐隊は呉に到着する。3月23日から4月17日まで「早潮」は呉で整備に従事した。
4月上旬、フィリピンの連合軍残存部隊はバターン半島およびコレヒドール要塞に立てこもり、抵抗を続けていた。
日本海軍は4月10日に南西方面艦隊を新編し、隷下の第三南遣艦隊は引き続き比島部隊としてマニラ湾の封鎖任務や陸軍輸送船護衛任務を続けていた。
4月17日、第十五駆逐隊（親潮、黒潮、早潮）は呉を出撃、比島作戦に協力するためフィリピンへ向かう。翌18日、米軍はドーリットル空襲を敢行する。第十五駆逐隊は宮崎県沖合でドーリットル隊のB-25型爆撃機を発見、「黒潮」が対空射撃をおこなった。また米軍機動部隊を邀撃するため、第十五駆逐隊は警戒部隊に編入される。警戒部隊指揮官高須四郎中将の指揮下兵力や他部隊から派遣された艦艇・航空隊と共に日本列島沿岸の警備にあたるが、米軍機動部隊との交戦は起きなかった。本作戦従事中の4月19日朝、「早潮」はソビエト商船の臨検を実施しているが、連行中に悪天候でソ連商船を見失い、日本海軍は基地航空隊を投入して捜索活動をおこなっている。4月20日夜、連合艦隊は作戦中止を発令する。第二戦隊等は内海西部へ帰投、第十五駆逐隊はフィリピンへ向かった。
当時、日本海軍の比島部隊（指揮官杉山六蔵第三南遣艦隊司令長官、旗艦「球磨」）は、ビサヤ諸島とミンダナオ島における日本陸軍の戡定作戦に協力していた。フィリピン進出後の第十五駆逐隊（親潮、黒潮、早潮）も戡定作戦に従事する。4月28日、第十五駆逐隊第1小隊（親潮、黒潮）は陸軍輸送船の護衛を命じられてビサヤ諸島へ出撃、第2小隊（早潮）はマニラ封鎖部隊に編入された。5月10日、第十五駆逐隊は比島部隊から除かれた。同日、マニラを出発する。同時期、珊瑚海海戦で損傷した第五航空戦隊の空母「翔鶴」は、駆逐艦2隻（夕暮、漣）に護衛され、内地に向かっていた。第十五駆逐隊はサイパン島付近で翔鶴隊と合流する。5月17日、「翔鶴」 と護衛部隊は呉に帰投した。

### ミッドウェー海戦
5月下旬から6月上旬にかけてのミッドウェー作戦における第十五駆逐隊「親潮」と「黒潮」は輸送船団護衛隊（指揮官：第二水雷戦隊司令官田中頼三少将）に所属していたが、「早潮」は第十一航空戦隊（司令官藤田類太郎少将）を基幹とする航空隊（水上機母艦「千歳」、特設水上機母艦「神川丸」、駆逐艦「早潮」、第三十五号哨戒艇、海軍第二聯合特別陸戦隊1個小隊）として行動した。
航空隊の主任務は、ミッドウェー島攻略部隊の対潜・対空警戒、キューア島（クレ環礁）の攻略、ミッドウェー占領後の水上機基地設営等であった。「早潮」は呉で緊急整備をおこなったのち、佐世保に移動する。同地より十五駆は「千歳」を護衛する。26日、「千歳」はサイパン島に進出した。
5月28日夕刻以後、ミッドウェー占領隊（輸送船12隻、補給船3隻。設営隊、第二聯合特別陸戦隊、護衛隊〈旗艦神通、第十五駆逐隊、第十六駆逐隊、第十八駆逐隊など〉）、航空隊（千歳、神川丸、早潮、三十五号哨戒艇）はサイパン島を出撃、ミッドウェーに向かった。航空隊は船団部隊と行動を共にし、水上機により対潜・対空哨戒をおこなった。輸送船、護衛艦艇とも、対空火器は極めて貧弱であった。翌5月29日、船団部隊はグァム島からきた最上型重巡洋艦を基幹とする支援隊と合流する。30日夜、船団部隊は支援隊を見失い、そのまま連絡がとれなくなった。
6月4日、航空隊（千歳、神川丸、早潮、三十五号哨戒艇）は事前の計画どおり船団部隊と分離して、ミッドウェー北西約17浬に位置するキューア島に向かった。当時、船団はB-17重爆9機の空襲を受けたが、特に被害はなかった。真夜中に飛行艇による夜間攻撃を受け、輸送船2隻が損傷した。
6月5日、南雲機動部隊の主力空母4隻は空襲を受けて炎上、戦闘不能となる。同日10時、攻略部隊指揮官（第二艦隊司令長官近藤信竹中将）は、船団部隊（指揮官田中頼三少将）に対し、第十一航空戦隊司令官指揮による輸送船団の避退と、第二水雷戦隊の攻略部隊本隊（第二艦隊）への合流を命じる。キューア島に向かっていた航空部隊は反転、高速を発揮できる「千歳」と「早潮」は同日1630に、低速の「神川丸」と「第三十五号哨戒艇」は6月6日0400に、それぞれ船団部隊と合流する。前述のように護衛部隊指揮官は指揮下部隊（神通、第十六駆逐隊、第十八駆逐隊）を率いて攻略部隊本隊にむけ進撃していたので、第十五駆逐隊を含め船団部隊の指揮は藤田少将（十一航戦司令官）がとった。船団部隊（編隊速力11.5ノット）は藤田司令官の指揮下で南鳥島方面への退避を続けた。
6月7日、藤田司令官は重巡「三隈」と「最上」に対する米空母機の攻撃を知り、船団部隊も翌日には敵空母部隊に捕捉され空襲に晒されると判断した。そこで速力を基準に船団部隊を三分割、一刻もはやく南鳥島の飛行威力圏内に避退することにした。航空隊は、船団部隊二番隊と三番隊の中間付近に位置した。
6月8日朝、藤田司令官は敵機動部隊からの離脱に成功したと判断し、分割していた船団を合同した。17時10分、「神川丸」は連合艦隊からの下令により船団部隊と分離、翌日には第三戦隊第1小隊（比叡、金剛）と合流して北方に向かった。また船団部隊の指揮は藤田（第十一航戦司令官）から田中（二水戦司令官）に復帰する。6月9日正午、「千歳」と「早潮」は船団部隊から分離する。6月14日、2隻（千歳、早潮）は桂島泊地に入泊した。同日夕刻には、戦艦「大和」なども桂島泊地に帰投した。
7月5日、アリューシャン方面作戦に従事中の第十八駆逐隊の駆逐艦3隻（不知火、霞、霰）は、アメリカ潜水艦グロウラー (USS Growler, SS-215) の雷撃により「霰」沈没、「不知火」大破、「霞」大破という損害を受ける（7月5日の海戦）。駆逐隊として当分活動できないため、残存かつ健在の駆逐艦「陽炎」は7月20日付で第十五駆逐隊に編入された。第十五駆逐隊は再び陽炎型駆逐艦定数4隻となった。艦隊の編制替えにより、二水戦も軽巡「神通」、第十五駆逐隊（黒潮、親潮、早潮、陽炎）、第二十四駆逐隊（海風、江風、涼風）となった。

### ガダルカナル島の戦い
1942年（昭和17年）6月末、連合艦隊司令長官山本五十六大将は南西方面艦隊に対し、7月下旬から8月下旬にかけてインド洋方面で通商破壊機動作戦を実施するよう命じた（連合艦隊電令作第174号）。作戦名はB作戦であった。南西方面艦隊の従来戦力（軽巡鬼怒、軽巡長良、練習巡洋艦香椎、駆逐艦春風、海防艦占守など）に加え、連合艦隊所属の一部戦力もB作戦に参加することになった。作戦全体の指揮官は第一南遣艦隊司令長官（旗艦「香椎」）。「早潮」は機動部隊南方隊（指揮官西村祥治第七戦隊司令官）第七戦隊（熊野、鈴谷）、第二駆逐隊（村雨、五月雨、春雨、夕立）、第十五駆逐隊（親潮、早潮、黒潮）に所属していた。B作戦参加部隊は、7月31日までにマレー半島西岸メルギーに集結した。7月にはペナン沖で対潜警戒活動を実施する。
8月7日、ガダルカナル島攻防戦の生起によりB作戦は中止され、増援部隊はソロモン諸島への移動を開始した。第二艦隊（司令長官近藤信竹中将）と第三艦隊（司令長官南雲忠一中将）の大部分はトラック泊地を経由して南太平洋方面へ進出、8月下旬の第二次ソロモン海戦に至った。同海戦で日本軍は敗北。 輸送船団によるガ島揚陸作戦は中止された。中破した軽巡「神通」はトラック泊地に後退して修理をおこない、二水戦は「早潮」を旗艦として9月上旬の川口支隊総攻撃掩護作戦に従事した。9月25日、二水戦旗艦は「神通」から軽巡「五十鈴」に交代した。
続いて二水戦の大部分はガダルカナル島輸送に投入される。外南洋部隊増援部隊に編入された各艦・各隊は、トラック泊地からビスマルク諸島へ移動する。9月30日、ニューアイルランド島カビエンで水上機母艦「日進」と合流、同艦を護衛して「親潮」「早潮」はショートランド泊地に到着した。10月3日以降、第十五駆逐隊は外南洋部隊増援部隊の僚艦と共にガ島輸送作戦（鼠輸送）に従事した。10月9日、第十五駆逐隊司令佐藤寅治郎大佐指揮下の6隻（親潮、黒潮、早潮、龍田、野分、舞風）はショートランド泊地を出撃、日本陸軍第十七軍（司令官百武晴吉陸軍中将以下770名）をガ島に輸送する。輸送作戦は成功し、百武中将や辻政信中佐はガ島に上陸した。10日、輸送部隊はショートランド泊地に戻った。
10月中旬のヘンダーソン基地艦砲射撃では、第三戦隊司令官栗田健男中将の指揮下、第三戦隊（金剛、榛名）、第二水雷戦隊として参加する。飛行場砲撃実施のため第十五駆逐隊は10月11日付で前進部隊に復帰、ショートランド泊地帰投後に即日出港する。10月12日1230、洋上で第三戦隊以下と合流した。10月13日から14日にかけて、ガダルカナル島ヘンダーソン飛行場砲撃をおこなう第三戦隊を護衛した。15日夜、第五戦隊（妙高、摩耶）と第三十一駆逐隊がガ島海域に突入し、ヘンダーソン飛行場を砲撃する。二水戦（五十鈴、第十五駆逐隊）は射撃隊の警戒に従事した。続いて支援部隊・前進部隊（指揮官近藤信竹第二艦隊司令長官）に所属して南太平洋海戦に参加する。26日の海戦当日、「黒潮」と「早潮」は第二航空戦隊（司令官角田覚治少将）旗艦「隼鷹」を護衛しており、空母「ホーネット」の追撃には参加していない。
11月1日、連合艦隊は損傷艦の修理とガ島輸送部隊増強をかねて兵力部署の再編を実施する（11月1日0821、聯合艦隊電令作第366号）。第二水雷戦隊は外南洋部隊（指揮官三川軍一第八艦隊司令長官）に編入され、11月3日にトラック泊地を出発、11月5日11時30分ショートランド泊地に進出した。外南洋部隊増援部隊の職務は第三水雷戦隊司令官から第二水雷戦隊司令官に引き継がれ、三水戦はトラック泊地に帰投した。11月6日から7日にかけて、早潮を含む甲増援隊でガ島輸送を実施する。空襲で「長波」と「高波」が小破したが、作戦は成功した。大本営陸軍部の辻政信陸軍中佐は駆逐艦（陽炎）に乗艦し、ガ島から生還した。
11月12日、第二水雷戦隊司令官田中頼三少将（輸送部隊指揮官）は二水戦旗艦を「五十鈴」から「早潮」に変更する。同日15時30分、第十五駆逐隊（早潮〔第二水雷戦隊旗艦〕、親潮〔第十五駆逐隊司令〕、陽炎）、第二十四駆逐隊（海風、江風、涼風）、第三十一駆逐隊（高波、巻波、長波）、収容隊（望月、天霧）、輸送船団はショートランド泊地を出撃、ガダルカナル島に向かう。だが飛行場砲撃に向かった挺身攻撃隊（比叡、霧島、第十戦隊、第四水雷戦隊）が夜間水上戦闘に巻き込まれる。挺身輸送船団（駆逐艦11隻、輸送船11隻）は連合艦隊の命令により13日午前3時に反転し、午前11時頃ショートランド泊地に戻った（第三次ソロモン海戦・12日の夜戦）。
11月13日朝、外南洋部隊主隊と支援隊（旗艦「鈴谷」）はショートランド泊地を出撃、支援隊は同日深夜にガ島ヘンダーソン飛行場砲撃を敢行した。挺身輸送船団（駆逐艦11隻、輸送船11隻）は同日15時30分、ショートランド泊地を再出撃した。11月14日朝、輸送船団はニュージョージア島東方海域で索敵機に発見される。以後、F4Fワイルドキャット戦闘機、SBDドーントレス急降下爆撃機、TBFアヴェンジャー雷撃機、B-17爆撃機の波状攻撃を受けた。
零式艦上戦闘機のべ36機、零式水上観測機14機が上空警戒をおこなったが、敵機を阻止できなかった。輸送船6隻が沈没、「佐渡丸」のみ損傷避退した。
外南洋部隊も空襲を受けて損害を受けた。
第二水雷戦隊と残存輸送船4隻（宏川丸、山月丸、山浦丸、鬼怒川丸）は進撃を続行する（この時、第三次ソロモン海戦・14日の夜戦生起）。増援部隊指揮官（田中少将）は、輸送船4隻をガダルカナル島タサファロング沿岸に突入・擱座させた。約2000名が上陸したが、無傷で揚陸できた物資・糧食・重火器は少量であった。またガ島から生還できた輸送船4隻の乗組員も、小数であった。15日夜、第二水雷戦隊はショートランド泊地に帰投した。第三次ソロモン海戦は日本軍の大敗で終わり、ガダルカナル島撤退の決定的要因となった。

### 沈没
11月16日、日本軍は第八方面軍（司令官今村均陸軍中将、陸士19期）と第十八軍（司令官安達二十三陸軍中将、陸士22期）を新編した。第八方面軍は第十七軍と第十八軍を隷下においた。
同日、連合軍はニューギニア島東部ブナ地区に上陸を開始、パプアニューギニア方面で攻勢に出た。第十七軍は、隷下の南海支隊の一部兵力をブナに輸送することになった。外南洋部隊はブナ増援輸送をかねて兵力部署の変更を発令する。ショートランド在泊の重巡「鳥海」（第八艦隊司令部）と駆逐隊はラバウルに、支援隊（鈴谷、摩耶、天龍、涼風）はカビエンに移動した。
「鳥海」は損傷修理のため「涼風」に護衛されてラバウルからカビエン経由でトラック泊地に向かったので、「涼風」の代艦として「早潮」が支援隊に編入された。「早潮」は第二水雷戦隊各艦と分離してカビエンへ移動する。
11月18日夜、ブナ増援輸送に従事中の「海風」がB-17の攻撃で航行不能となり、「朝潮」（第八駆逐隊司令）に曳航されてラバウルに撤退した（21日、ラバウル着）。11月19日、「海風」の代艦として「早潮」はR方面防備部隊（指揮官金沢正夫第八根拠地隊司令官）に編入され、ラバウルに移動した。またブナ方面作戦の重大性に鑑み、トラック泊地に戻ったばかりの前進部隊から駆逐艦4隻（春雨、白露、電、磯波）を外南洋部隊に編入し、ラバウルに派遣した。11月22日午前中、駆逐艦4隻はラバウルに進出した。ラバウルの「早潮」では陸戦隊員や物資の積みこみと共に、幹部乗組員以下の人事異動が行われたという。
ブナ方面の戦局が重大視される中、外南洋部隊（第八艦隊）はR方面防備部隊の負担が重くなりすぎたことを考慮し、東部ニューギニア方面の防備を第七根拠地隊司令官に、東部ニューギニア方面輸送を第十八戦隊司令官松山光治少将に委ねた。松山少将はトラック泊地で修理中の軽巡「龍田」から駆逐艦「涼風」に移乗して11月23日ラバウルに進出、カビエン在泊の軽巡「天龍」も同日ラバウルに進出した。松山少将は将旗を「天龍」に移した。同日12時40分、外南洋部隊指揮官（第八艦隊司令長官）は兵力部署の改定を発令（外南洋部隊電令作第135号）、その中で「六　東部ニューギニア方面護衛隊　第十八戦隊司令官　第十八戦隊（龍田欠）、第八駆逐隊（満潮欠）、第十駆逐隊（秋雲欠）、春雨、白露、電、磯波、早潮　東部ニューギニア方面ニ対スル輸送作戦」と定めた。
同日21時、春雨（旗艦）以下駆逐艦5隻の輸送隊はラバウルを出港し、パプアニューギニアのラエへ向かった。輸送部隊指揮官は第二駆逐隊司令橘正雄大佐で、各艦の所属は第二駆逐隊（春雨）、第二十七駆逐隊（白露）、第六駆逐隊（電）、第十九駆逐隊（磯波）、第十五駆逐隊（早潮）であった。乗船部隊は横須賀鎮守府第五特別陸戦隊と佐世保鎮守府第五特別陸戦隊であった。本作戦は、東部ニューギニア方面護衛隊編成後の最初の輸送であった。
翌11月24日午後7時前後、輸送隊はラエ東方フォン湾でB-17爆撃機7機の攻撃を受ける。「早潮」は至近弾により浸水して左舷機械が使用不能となり、応急処置を実施した。また、2番砲塔は射撃不能となって死傷者も出ており、3番砲塔も人員は無事であったものの射撃通信装置故障で射撃困難となっていたという。敵機触接下での揚陸は不可能と判断した第二駆逐隊司令は、部隊の反転を命じた。応急処置完了後の「早潮」は速力28ノットを発揮していたところ、19時10分から25分にかけて至近弾と命中弾を受ける。一番砲塔と艦橋間に受けた直撃弾により大火災となった。「春雨」が接舷を試みたが、誘爆の危険により果たせなかった。弾薬や燃料に引火して手の施し様がなくなり、金田中佐（早潮艦長）は20時25分に総員退去と軍艦旗降下を命じる。脱出者は僚艦が派遣した装載艇に救助されていった。早潮艦長は頭部負傷により意識不明となり、その間に救助されていたという。その後「早潮」は「白露」の砲撃により魚雷が誘爆、23時5分に沈没した。戦死者約50名。沈没地点記録南緯06度54分 東経147度55分 / 南緯6.900度 東経147.917度。
25日、輸送隊4隻はラバウルに帰投した。29日の輸送作戦では「白露」が大破し、「巻雲」が損傷する。連合艦隊はニューギニア方面輸送の困難を認め、複数隻（熊野、谷風、有明、夕暮、嵐、野分）を外南洋部隊に増強した。駆逐艦「早潮」は12月24日付で、帝国駆逐艦籍、第十五駆逐隊、陽炎型駆逐艦のそれぞれから除籍された。早潮駆逐艦長の職務を解かれた金田清之中佐は、建造中の秋月型駆逐艦5番艦「新月」艤装員長 および初代艦長に任命され、「新月」がクラ湾夜戦で沈没した際に、第三水雷戦隊司令官秋山輝男少将と共に戦死した。

## 歴代艦長
艤装員長
1. 山隈和喜人 中佐：1940年5月1日[17] - 1940年8月31日[22]

駆逐艦長
1. 山隈和喜人 中佐：1940年8月31日[22] - 1941年9月1日[36]
2. 金田清之 中佐：1941年9月1日[36] - 1942年12月20日[286]